# Phoenicolacerta laevis
Espèce
Synonymes
- Lacerta laevis Gray, 1838
- Lacerta judaica Camerano, 1877

Statut de conservation UICN

 LC  : Préoccupation mineure
Phoenicolacerta laevis est une espèce de sauriens de la famille des Lacertidae.

## Répartition
Cette espèce se rencontre en Jordanie, en Israël, au Liban, en Syrie et dans la province du Hatay en Turquie.

## Publication originale
- Gray, 1838 : Catalogue of the slender-tongued saurians, with descriptions of many new genera and species. Annals and Magazine of Natural History, sér. 1, vol. 1, p. 274-283, 388-394 (texte intégral).